# Longitarsus nigerrimus
Longitarsus nigerrimus  (лат.) — вид листоедов (Chrysomelidae) из подсемейства козявок (Galerucinae). 

## Распространение
Распространён в Северной Европе, Альпах, является реликтовым для Западной и Центральной Европы, и от Сибири на восток до Амурской области.

## Экология
Взрослые жуки и их личинки питаются листьями пузырчатки (Utricularia) (род растений из семейства пузырчатковых).